# إليشا هنت رودس
إليشا هنت رودس (بالإنجليزية: Elisha Hunt Rhodes)‏ هو ضابط أمريكي، ولد في 21 مارس 1842 في كرانستون في الولايات المتحدة، وتوفي في 14 يناير 1917 في بروفيدنس في الولايات المتحدة.